# Ses Platgetes
La playa Es Caló o Ses Platgetes está situada en la isla de Formentera, en la comunidad autónoma de las Islas Baleares, España. 
Está situada en la parte más estrecha del istmo que une las dos elevaciones de la isla de Formentera, opuestas entre sí.